# Fola Dada

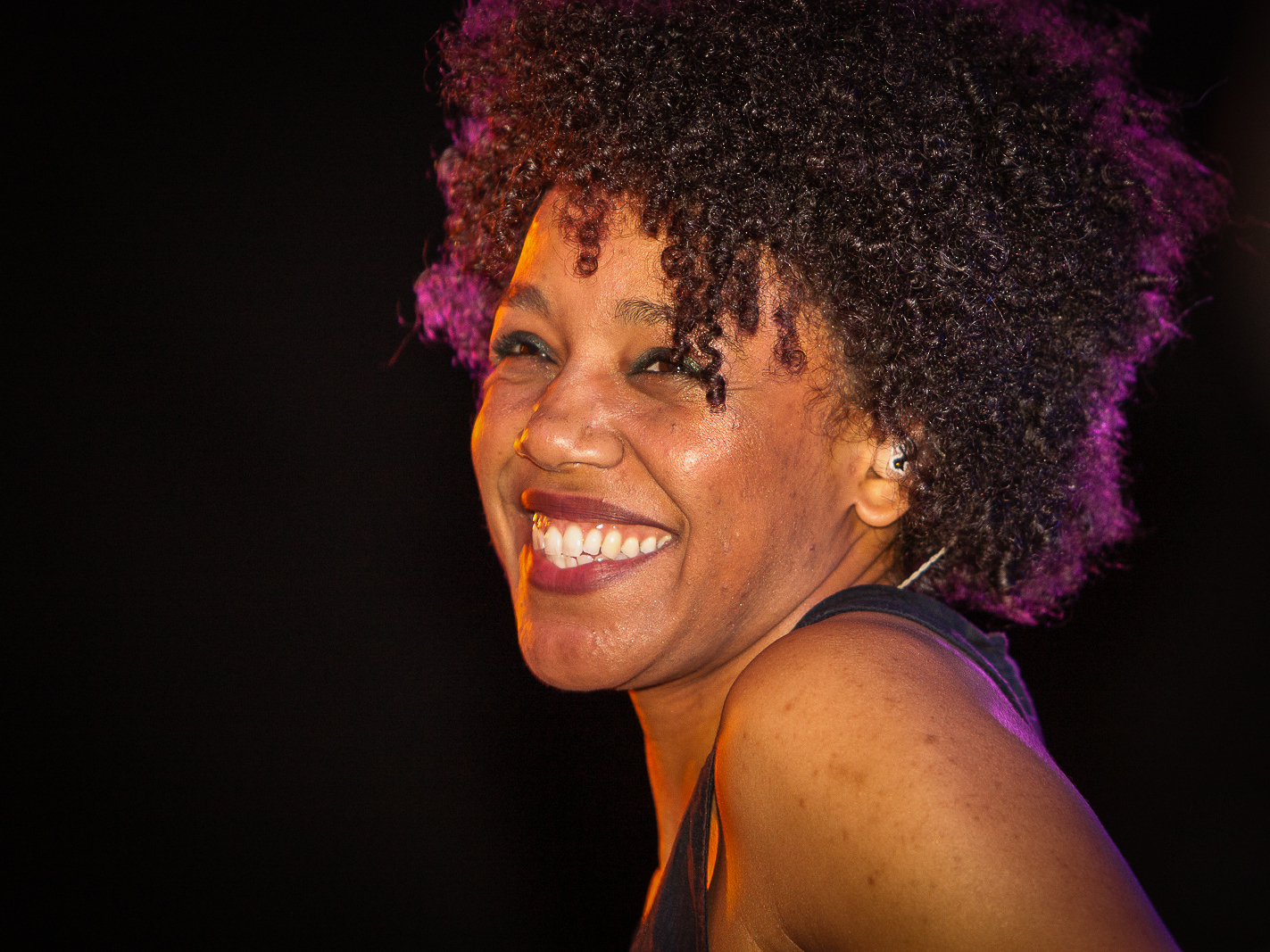
Fola Dada (2012)

Fola Dada (* 27. Oktober 1977 in Stuttgart, bürgerlich Folashade Dada) ist eine deutsche Pop- und Jazz-Sängerin, Komponistin, Liedtexterin, Gesangslehrerin und Hochschuldozentin. Sie wirkt in zahlreichen Musikprojekten mit und war mehrere Jahre als Stimmtrainerin bei den Castingshows Deutschland sucht den Superstar und Supertalent tätig.

## Leben und Wirken
Als Siebenjährige besuchte die Tochter einer Deutschen und eines Nigerianers die New York City Dance School in Stuttgart und erlernte dort im Laufe der Jahre Stepptanz, Jazz Dance und Bühnenperformance. Den Studiengang Jazz- und Popularmusik mit Hauptfach Gesang schloss sie 2004 an der Hochschule für Musik und Darstellende Kunst in Mannheim als Diplom-Sängerin ab. Im Anschluss unterrichtete Dada selbst zwei Jahre an dieser Hochschule. Heute ist sie Dozentin an der Landesakademie für die musizierende Jugend in Baden-Württemberg sowie an den Musikakademien in Stuttgart, Freiburg (bis 2015), Nürnberg und Professorin für Jazz-Gesang in Mannheim. Zudem betreibt sie seit 2011 in ihrer Heimatstadt eine Schule für Gesang und Sprecherziehung und ist Mitglied des Landesmusikrats Baden-Württemberg.
Dada war und ist als Sängerin in verschiedenen Musikgruppen und -projekten aktiv. Neben ihrer eigenen Band Dada betreibt sie ein Duo mit dem Pianisten Rainer Tempel, das zwei Alben mit Kunstliedern zu Texten von Edgar Allan Poe sowie Emily Dickinson veröffentlichte. Auch stellte sie Standards mit der SWR Big Band vor. Daneben singt sie bei Hattler (mit Torsten de Winkel und Oli Rubow), Bartmes, Silvio Dalla Brida, Christoph Neuhaus sowie den Soul Diamonds und featurt Künstler wie Söhne Mannheims oder Joy Denalane und spielte mit David Helbocks Random/Control.
2022 wurde sie als Vokalistin mit dem Deutschen Jazzpreis ausgezeichnet.

## Diskografische Hinweise

### Studioalben
- 2006: Hattler: The Big Flow
- 2010: Hattler: Gotham City Beach Club Suite
- 2011: Dada
- 2013: SWR Big Band feat. Fola Dada: Kings of Swing. Vol 1.
- 2015: Bunter
- 2018: Fola Dada & Rainer Tempel: Boston, MA
- 2018: Earth
- 2020: Fola Dada & Rainer Tempel: Amherst, MA
- 2023: SWR Big Band feat. Fola Dada: As We Speak
- 2025: Sisters and Brothers[8]

### Livealben
- 2007: Hattler: Live Cuts
- 2013: Hattler: Live in Glems
- 2014: Hattler: Live Cuts II
- 2018: SWR Big Band feat. Fola Dada: Live at Elbphilharmonie Hamburg
- 2025: David Helbock´s Random/Control feat. Fola Dada (Little Big Beat Studio Livesession)[9]